# Kruis voor Moed en Trouw
Het Kruis voor Moed en Trouw werd op 7 maart 1898 door Koningin-Regentes Emma in naam van Koningin Wilhelmina ingesteld bij Koninklijk Besluit, dat was mogelijk want alleen ridderorden moeten volgens de Grondwet bij wet worden ingesteld.
Het kruis verving de Medaille voor Moed en Trouw dat in de ogen van de regering onvoldoende uitstraling en prestige had. De 89 zilveren en 1156 bronzen medailles mochten in 1898 worden ingeruild voor een kruis.
Het kruis werd toegekend voor "Uitstekende daden van Moed en Trouw" en "Daden van Moed en Trouw in Nederlands-Indië door inlanders betoond". Met 'inlanders' werden autochtone Indonesiërs bedoeld.
Het kruis gelijkt enigszins op de Militaire Willems-Orde en wordt aan het lint van deze Orde gedragen. De uitvoering wijkt af omdat kruis en kroon van ongeëmailleerd zilver zijn. Waar op de Willemsorde de vuurslag prijkt is een medaillon met een heraldische Nederlandse leeuw aangebracht. Tussen de armen van het kruis zijn Oosters aandoende zwaarden, "klewangs", aangebracht.
De tekst op het kruis is "VOOR MOED EN TROUW" en op de keerzijde "KONINKLIJK HULDEBLIJK" in het Javaans of Maleis. Tussen kroon en kruis is een vuurslag, herkenningsteken voor de Orden van het Gulden Vlies en de Militaire Willems-Orde aangebracht.
De Gouverneur-Generaal van Nederlands-Indië was gemachtigd om de kruisen te verlenen. Hij kende, vooral in de jaren voor 1925, 262 bronzen en 13 zilveren Kruizen voor Moed en Trouw toe. In 1927 werd voor het laatst een Kruis voor Moed en Trouw toegekend, daarna werden ook inlandse soldaten van het KNIL tot Ridder in de Militaire Willems-Orde benoemd.
Voor de dragers van deze onderscheiding die hun kruis tijdens de Japanse bezetting waren kwijtgeraakt werden na de oorlog nieuwe kruisen zonder kroon vervaardigd.

## Discriminatie
Dit kruis werd ook wel de "Militaire Willems-Orde voor inlanders" genoemd en werd door velen als discriminerend gezien tegenover de inheemse bevolking van Nederlands-Indië.